# Стремц (Марамуреш)
Стремц (рум. Stremț) насеље је у Румунији у округу Марамуреш у општини Басешти. Oпштина се налази на надморској висини од 221 m.

## Становништво
Према подацима из 2002. године у насељу је живело 356 становника.

### Попис2002.
| Расподела становништва по националности 2002.‍ | Расподела становништва по националности 2002.‍ | Расподела становништва по националности 2002.‍ | Расподела становништва по националности 2002.‍ | Расподела становништва по националности 2002.‍ |
| --------------------------------------------- | --------------------------------------------- | --------------------------------------------- | --------------------------------------------- | --------------------------------------------- |
|                                               |                                               |                                               |                                               |                                               |
| Румуни                                        | Румуни                                        |                                               | 288                                           | 81,4%                                         |
| Роми                                          | Роми                                          |                                               | 66                                            | 18,6%                                         |